# 龍崎飛行場
龍崎飛行場（日语：／ Ryūgasaki hikōjō */?）是一座位於日本茨城縣龍崎市的飛行場，為川田工業所有，新中央航空負責管理。

## 概要
- 1969年（昭和44年）11月11日，飛行場正式啟用，由日商岩井設置，日商岩井航空企業管理。
- 沒有定期航班，但為新中央航空的根據地，總部設於此處，飛行遊覽是主要用途。
- 是輕型飛機的基地之一，也作為飛行員的操縱訓練地點。
- 距離成田國際機場不遠，所以飛行場周邊上空皆受到一定的管制。
- 大約南方五公里左右有大利根飛行場，主要為滑翔機飛行。
- 不僅作為一個飛行場，也可以進行直線競速賽。

## 利用的航空公司與團體
- 新中央航空
- 宇宙航空研究開發機構（JAXA）

## 地址
- 北方茨城縣龍崎市半田町3177